# Juan Padrón
Pour les articles homonymes, voir Padrón.
Juan Manuel Padrón Blanco, né le 29 janvier 1947 à Matanzas et mort et 24 mars 2020 à La Havane, est un réalisateur cubain.

## Biographie
Juan Padrón est le chef de file du cinéma d'animation cubain. Il est titulaire d'une licence de l'université de La Havane en histoire de l'art. Il est caricaturiste, réalisateur de dessins animés, illustrateur et scénariste de bandes dessinées. En 1970, il crée Elpidio Valdés, personnage populaire. Il est également à l'origine de deux séries animées, Filminuto et Quinoscopio. Il collabore pour cette dernière avec l'argentin Quino, créateur du personnage de Mafalda.

## Filmographie

### Longs métrages d'animation
- 1979 : Los Valientes
- 1981 : Elpidio Valdés
- 1983 : Elpidio Valdés contra Dólar y Cañón
- 1985 : Vampires à La Havane
- 1993 : Mafalda
- 1999 : Contra el águila y el león
- 2003 : Más vampiros en La Habana

### Courts métrages d'animation
- 1974 : Una aventura de Elpidio Valdés
- 1975 : El enanito sucio
- 1976 : Las manos
- 1976 : Elpidio Valdés contra la policía de Nueva York
- 1976 : Clarín mambí
- 1977 : Elpidio Valdés encuentra a Palmiche
- 1982 : ¡Viva papi!
- 1988 : Elpidio Valdés ataca a Jutía Dulce
- 1989 : Elpidio Valdés y Palmiche contra los lanceros
- 2002 : Conociendo a Martí: Memorias del Hanábana

### Séries d'animation
- 1980-1988 : Filminuto (au moins 15 épisodes)
- 1986-88 : Quinoscopio 1 à 6